# Замок Госфорд
Замок Госфорд (англ. Gosford Castle) — один из замков Ирландии, расположен в поселке Госфорд, на землях Маркехил, в графстве Арма, Северная Ирландия. Замок строили с 1819 по 1850 год. Строительство заказал Арчибальд Ачесон, 2-й граф Госфорд. Проект и строительство архитектора Томаса Гоппера, одного из ведущих лондонских архитекторов первой половины XIX века. Министерство сельского хозяйства купило замок и поместье Госфорд в 1958 году, где был создан Форест Парк Госфорд. В 2008 году замок купила компания развития «Бойд» и начала реставрацию.

## Архитектура
Замок построен в псевдо-норманнском стиле — имитировал норманнские замки Ирландии XII—XIII веков. Это редкий пример такой имитации. Робин Фредден писал про этот замок в 1952 году как об «одном из самых оригинальных зданий первой половины XIX века». Томас Гоппер, архитектор этого замка построил еще один замок подобном — замок Пернрин в Уэльсе.

## История
Замком владели графы Госфорд. 4-й граф Госфорд был вынужден продать замок в 1921 году, а во время Второй мировой войны, замок реквизировали и использовали как тюрьму для военнопленных. После войны замок Госфорд снова выставили на продажу, его купила Комиссия лесного хозяйства. В замке открыли отель и ресторан. Потом замок занимала британская армия во время конфликта в Ольстере в 1960-1980 годах. Парк был местом ирландского слета скаутов в 1989 году «Госфорд-89». В нем приняли участие более 3000 скаутов со всего мира, в том числе из Канады, Японии и Америки. Главный лагерь был в Вильсон Лэмб, координатор — Марк Лармур. Были развернуты шесть вспомогательных лагерей, а также лагерь для персонала.
На 2002 год замок пришел в руинированное состояние и нуждался в срочном ремонте. После длительных переговоров в 2006 году в сотрудничестве со Службой Наследия Северной Ирландии, выдвинули предложение реставрации замка. По проекту замок Госфорд планируется превратить в жилой дом. Замок продали за £ 1000 в январе 2006 года, хотя проект ремонта был оценен в £ 4 000 000. До конца 2013 года стоимость реконструкции выросла до более чем £ 7 000 000.